# Peter Monsaert
Peter Monsaert (Gent, 11 januari 1975) is een Vlaams film-, AV- en theaterregisseur.
Hij studeerde audiovisuele kunst aan de Koninklijke Academie voor Schone Kunsten van Gent.
Monsaert begon zijn regiecarrière in het theater en met video-installaties. Als oprichter van een eigen vzw DARM tekende hij voor een Vitrinetelevisie, een straattelevisieproject in de Machariuswijk in Gent waarmee de "Kunst in de Stad"-prijs hem toekwam. VTV was een soortgelijk project voor VictoriaDeluxe in de Gentse Dampoortbuurt. Voor Theater Antigone ontwierp hij Overleie in 2003, een audiovisuele installatie, en drie jaar later met DARM de voorstelling Remax, die in Antigone werd gespeeld. Met Jan Sobrie creëerde hij in 2005 de voorstelling Fimosis.
Zijn debuutlangspeelfilm Offline uit 2012 met onder meer Wim Willaert en Anemone Valcke werd veelvuldig bekroond. Ook hijzelf als regisseur en co-auteur van het scenario viel in de prijzen.
Zijn film werd geselecteerd voor heel wat filmfestivals dat jaar waaronder het Filmfestival van Gent 2012. Op het internationaal filmfestival van Amiens won de film zowel de Gouden Eenhoorn als de Signisprijs. Op het Internationaal Filmfestival van Aubagne kreeg zijn film en het scenario waaraan hij meeschreef een speciale vermelding als Beste Scenario. Op het internationaal filmfestival van Valladolid was de film genomineerd voor de Zilveren Aar als Beste Film. Op het Festroia International Film Festival in 2013 won de film een speciale juryprijs in de afdeling van de debuutfilms. En op het onafhankelijk filmfestival van Ourense won de film de publieksprijs voor de Mejor Película of beste film en kreeg Monsaert zelf de Carlos Velo prijs als Beste Regisseur voor Offline.
Op de Ensors 2013 werd hij samen met coscenaristen Dominique Willaert en Tom Dupont met Offline laureaat voor het Beste Scenario, daarnaast was hij dat jaar een van de drie genomineerden voor Beste Regisseur en was de film een van de drie genomineerd voor Beste Film. Een week later werd Monsaert gelauwerd als Beste Regisseur voor Offline op de tweede editie van het Russische Saint Petersburg International Film Festival (SPIFF).
In 2016 kwam zijn tweede langspeelfilm, Le Ciel Flamand in de zalen. In 2022 volgde Nowhere.